# Musée d'histoire naturelle de Pavie
Le Musée d'histoire naturelle de Pavie est un musée d'histoire naturelle italien situé à Pavie. Il est géré par le Centre interdisciplinaire des Services des musées de l'Université de Pavie, qui s’occupe de garder et, en cas de besoin, récupérer et restaurer le matériel qui, au fil du temps, a été endommagé.    

## Histoire
Le musée a été créé à des fins éducatives, en 1771, par Lazzaro Spallanzani, professeur d'histoire naturelle à l'Université de Pavie. La particularité du musée étaient les minéraux envoyés par l'impératrice Marie-Thérèse d'Autriche. Les collections ont été conservées au Palais Central de  l'Université pour plus d'un siècle.
En 1778, a été ajouté, aux sections de minéralogie et de zoologie existantes, celle de l'anatomie comparée, avec des pièces qui appartenaient au chirurgien Antonio Scarpa, dans ces années, le musée possédait plus de 24 000 exemplaires.  
Les trois sections qui composaient le musée sont devenues des musées indépendants en 1875 et eurent des places définitives en plusieurs années: celle de l'anatomie comparée a été déplacée au Palais Botta Adorno en 1903, comme celle de zoologie en 1935, la section de minéralogie a été déplacée dans un autre local du Palais Central.  

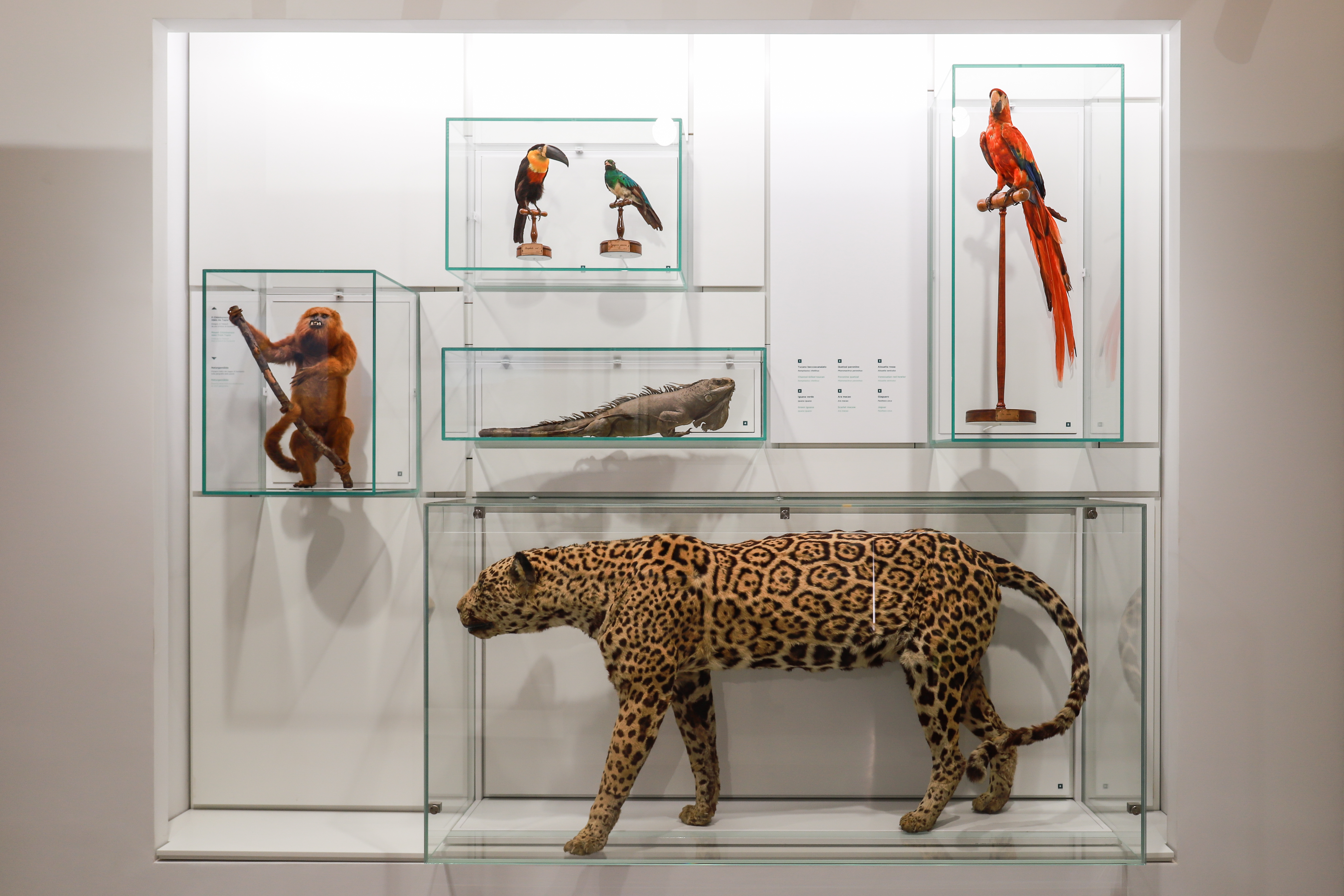
Une sélection de spécimens d'animaux conservés au Musée d'histoire naturelle de Pavie

En 1960, toutes les sections ont été à nouveau déplacées vers le château Visconti dans le but d’ouvrir un musée unique ouvert au public ; ce projet, cependant, ne s'est pas concrétisé. Dans les années suivantes les collections du musée ont subi une détérioration, mais en 1995 a débuté un processus de récupération et de restauration des documents.
Aujourd'hui, le siège permanent du Musée d'Histoire Naturelle est en phase de projet et il prendra place au sein du centre scientifique de l’Université,.

## Collections
Le musée est divisé en trois sections : zoologie, géopaléontologie et anatomie comparée. Le musée abrite plusieurs collections dont :

### Collection Spallanzani
Cette section contient la collection zoologique restante organisée par Lazzaro Spallanzani. De nombreux objets de la collection originale ont été endommagés par des parasites. Le reste de la collection a été obtenu grâce à des dons ou à des acquisitions personnelles et est toujours en excellent état. La collection comprend également un « guide de vers » de l'opéra de 1793, L'Invito. Versi sciolti di Dafni orobiano a Lesbia Cidonia, écrit par Lorenzo Mascheroni, mathématicien et professeur à l'université.
La collection Spallanzani comprend des spécimens d'animaux conservés dans l'alcool tels que :
- Crocodile du Nil (Crocodylus niloticus) acquis par Spallanzani en 1781 lors du voyage à Marseille.

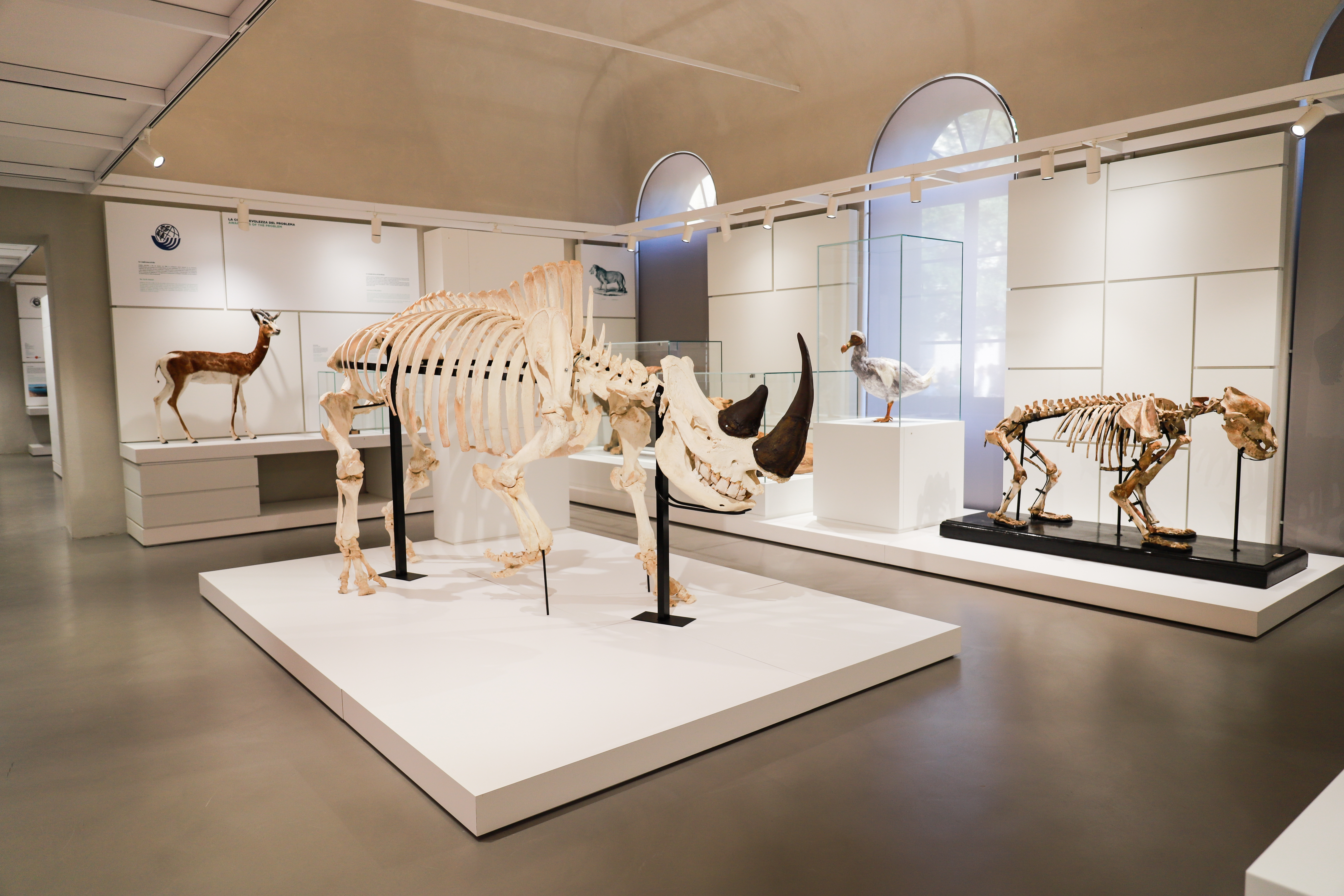
L'une des salles du musée Kosmos avec un squelette de rhinocéros blanc du sud au premier plan.

- L'une des salles du musée Kosmos avec un squelette de rhinocéros blanc du sud au premier plan.Hippopotame (Hippopotamus amphibius) de Mantoue en 1783.
- Requin taupe bleu (Isurus oxyrhynchus) du détroit de Messine, acheté par l'abbé Gaetano Grano en 1790.
- Grand dauphin (Tursiops truncatus) offert par le comte Giacomo Sannazari en 1782.
- Young orangutan (Pongo pygmaeus), acquired in 1786[3].

En particulier, l'hippopotame a une histoire particulière : il s'agit d'un spécimen femelle, acheté par les Gonzague au début du XVIIe siècle, qui l'exposèrent au palais ducal de Mantoue avec la momie de Rinaldo Bonacolsi à cheval. Vers 1700, la momie de Rinaldo est jetée dans le lac de Mantoue et, en 1783, le gouvernement autrichien décide de faire transporter l'hippopotame au musée de Pavie.

### Collection de zoologie

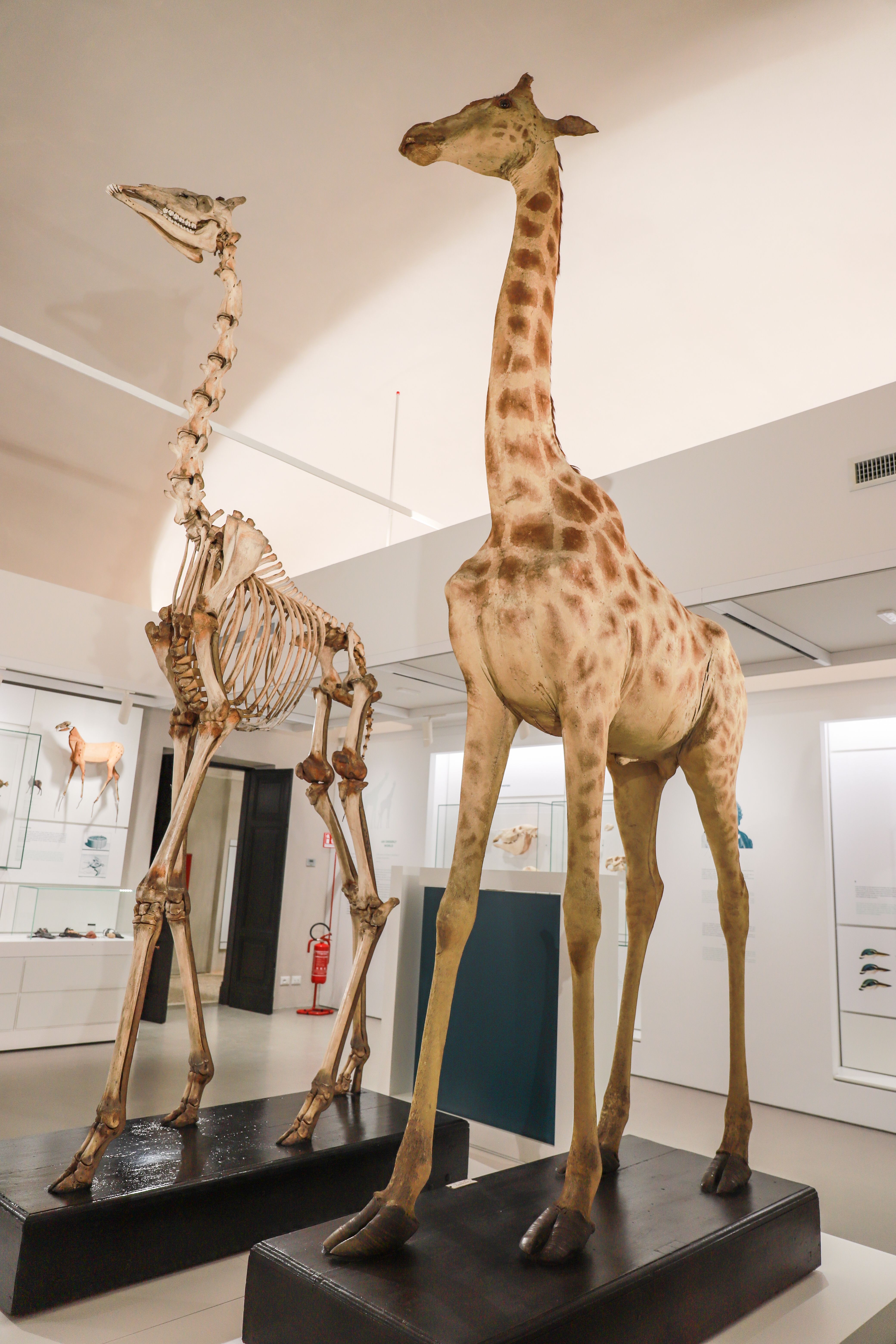
Le squelette de girafe exposé au Kosmos

La collection de vertébrés contient plus de 5 000 spécimens d'animaux. La collection de reptiles comprend un python, un anaconda et un alligator. De nombreux spécimens ont été collectés lors d'explorations scientifiques aux XIXe et XXe siècles. Ils sont conservés dans de l'alcool, et parmi eux, il y a un très rare spécimen albinos de serpent d'eau (Natrix tessellata). D'autres spécimens de reptiles tels que des lézards (Lacertidae et Agamidae) ont été collectés par un explorateur de Pavie, Luigi Robecchi Bricchetti. Le spécimen Agama robecchii a été collecté par lui à Obbia, en Somalie en 1890.
La collection de poissons marins et d'eau douce se compose du dipnoï acquis par Pietro Pavesi et d'un spécimen rare de cœlacanthe (Latimeria chalumnae), pêché dans le canal du Mozambique au début des années 1970 et offert au musée par l'Aga Khan IV Karim.

### Collection géopaléontologie
La collection de géopaléontologie a été conservée au château Visconti où elle a été transférée à la fin des années 1950 jusqu'en 2014, date à laquelle elle a été transférée au Palazzo Botta. Elle contient plus de 30 000 spécimens fossiles, des parties squelettiques d'invertébrés et de vertébrés découverts dans la vallée du Pô - qui remontent au Pliocène et au Miocène. Les collections de fossiles comprennent 65 blocs de poissons du gisement fossilifère de Bolca, un spécimen original d'Ichthyosaurus (Ichthyosaurus quadriscissus) de l'ère mésozoïque, un crinoïde pyritisé du genre Pentacrinus, ainsi qu'un squelette complet d'ours des cavernes (Ursus spelaeus), venant des Alpes de Lombardie. Les collections comprennent également 5 000 roches et minéraux.

### Collection d'anatomie comparée

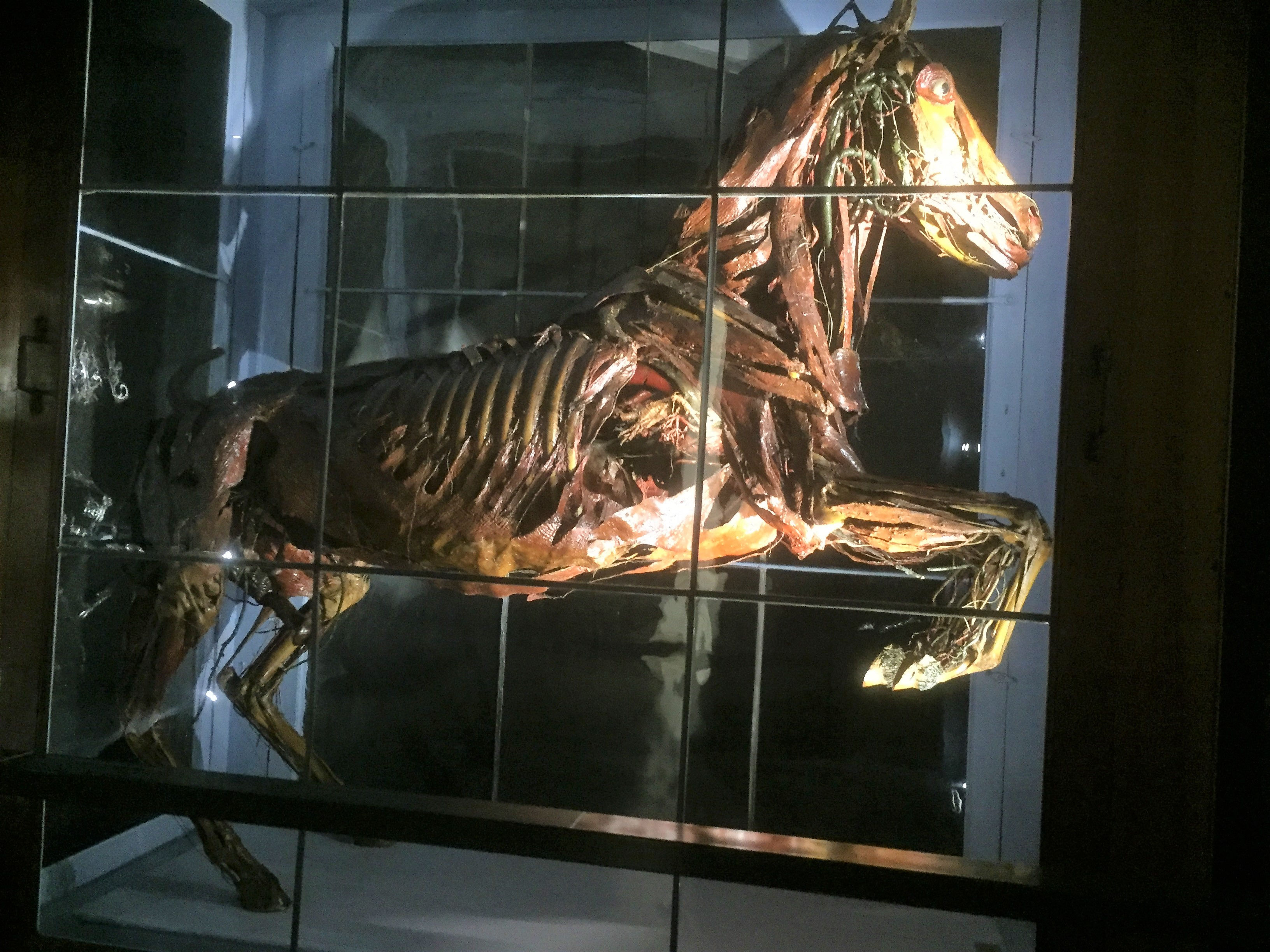
Préparation anatomique d'un cheval, Giovanni Battista Volpi (vers 1752–1821).

La collection d'anatomie comparée contient plus de 5 000 artefacts, dont des squelettes, des spécimens et des préparations anatomiques de vertébrés principalement, dont un éléphant, qui a subi une restauration en 2014. Le spécimen d'éléphant est probablement le troisième spécimen le plus ancien au monde, après ceux des musées de Bourges (1803) et Madrid (1778).

### Shanti l'éléphant

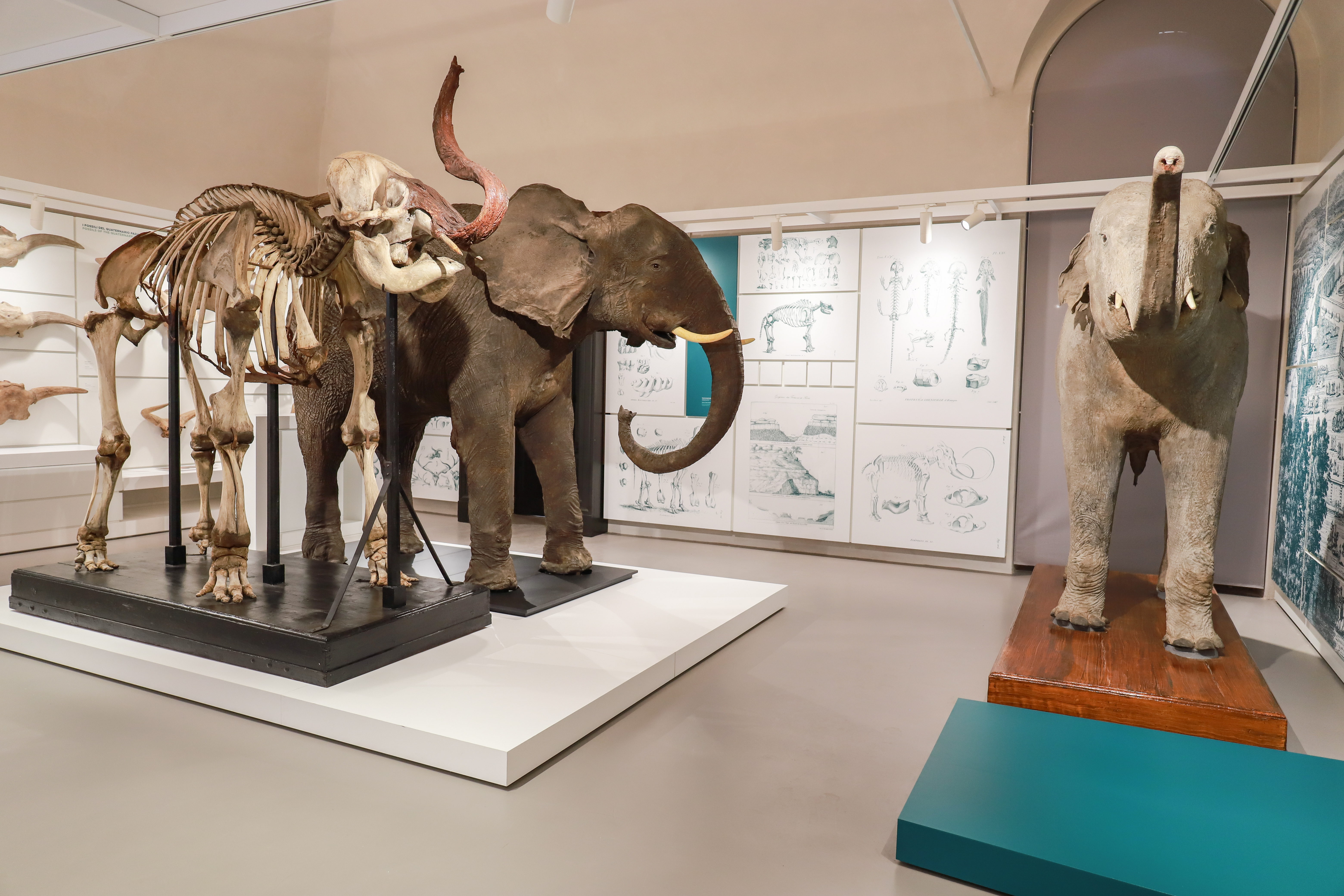
Une des salles du musée Kosmos avec le squelette d'un éléphant d'Afrique et un spécimen de la même espèce en taxidermie et à droite l'éléphant d'Asie offert par Napoléon

En 1772, Jean-Baptiste Chevalier, dernier gouverneur français de Chandannagar décide d'offrir un éléphant au roi Louis XV. L'éléphant était un éléphant d'Asie de deux ans (Elephas maximus), qui a quitté le Bengale, l'Inde pour la France sur un navire qui appartenait à la Compagnie des Indes. Dix mois plus tard, l'éléphant débarque à Lorient en Bretagne (Bretagne). Il a fait un long voyage à pied, sous les yeux attentifs des foules curieuses, jusqu'au château de Versailles. Là, il est resté à la cour du roi comme attraction animale pour l'invité du palais et des naturalistes, parmi lesquels Petrus Camper, un anatomiste hollandais qui a finalement publié un volume sur l'histoire naturelle des éléphants (Camper, 1803).
L'éléphant est mort dans la nuit du 24 au 25 septembre 1782, après être tombé dans les eaux d'un canal du parc. Le corps a été emmené au Jardin du Roi à Paris et était anatomistes éminents, Jean-Claude Mertrud et Edme-Louis Daubenton. La peau était exposée au Muséum national d'histoire naturelle de Paris. En 1804, Napoléon Bonaparte a fait don de la peau d'éléphant au Musée d'histoire naturelle de l'Université de Pavie, ainsi que d'autres spécimens zoologiques. Le conservateur du Musée, Vincenzo Rosa, s'est occupé de la création du spécimen et l'a monté en 1812. En raison de la politique du musée, le spécimen a été tenu à l'écart des yeux du public et est resté inaccessible pendant plus de deux siècles, stocké à Visconti Château de 1960 à 2014.
En décembre 2014, le spécimen d'éléphant a été transféré au Palazzo Botta pour restauration. Il a subi un nettoyage minutieux et a fait l'objet d'importants travaux de restauration afin de réparer les dommages subis au cours des siècles causés par la moisissure et l'usure. Le projet de restauration faisait partie d'une campagne Universitiamo, qui était la plate-forme de financement participatif de l'Université de Pavie. La restauration a été achevée avec des fonds supplémentaires de la Région Lombardie,.